# Chelan
Chelan és una població dels Estats Units a l'estat de Washington. Segons el cens del 2000 tenia 3.522 habitants.

## Demografia
Segons el cens del 2000, Chelan tenia 3.522 habitants, 1.471 habitatges, i 939 famílies. La densitat de població era de 360,7 habitants per km².
Dels 1.471 habitatges en un 29,6% hi vivien nens de menys de 18 anys, en un 49,8% hi vivien parelles casades, en un 10,1% dones solteres, i en un 36,1% no eren unitats familiars. En el 30,5% dels habitatges hi vivien persones soles el 14,8% de les quals corresponia a persones de 65 anys o més que vivien soles. El nombre mitjà de persones vivint en cada habitatge era de 2,35 i el nombre mitjà de persones que vivien en cada família era de 2,93.
Per edats la població es repartia de la següent manera: un 25,3% tenia menys de 18 anys, un 6,2% entre 18 i 24, un 24,6% entre 25 i 44, un 25,7% de 45 a 60 i un 18,2% 65 anys o més.
L'edat mediana era de 41 anys. Per cada 100 dones de 18 o més anys hi havia 88,4 homes.
La renda mediana per habitatge era de 28.047 $ i la renda mediana per família de 33.662 $. Els homes tenien una renda mediana de 31.900 $ mentre que les dones 21.397 $. La renda per capita de la població era de 16.511 $. Aproximadament el 17,3% de les famílies i el 20,9% de la població estaven per davall del llindar de pobresa.

## Poblacions més properes
El següent diagrama mostra les poblacions més properes.